# You've Changed
You’ve Changed est une chanson composée par Bill Carey avec des paroles de Carl T. Fischer (1942). C’est également un standard de jazz.